# Max Tripels
Macharias Joannes Marie (Max) Tripels (Maastricht, 27 november 1920 – Maastricht, 13 april 1993) was een Nederlands politicus voor de Volkspartij voor Vrijheid en Democratie en de Katholieke Volkspartij, advocaat en bestuurder.

## Levensloop
Tripels werd geboren, als zoon van Ferdinand Theodore Albert Tripels, in Maastricht en was een telg uit een familie van juristen. Hij ging na het gymnasium Nederlands recht studeren aan de Katholieke Universiteit Nijmegen. Hij begon zijn carrière als advocaat en procureur te Maastricht vanaf 29 april 1943. In het begin van de jaren zestig was mr. Tripels voorzitter van de Katholieke Volkspartij afdeling Sint Servaas te Maastricht. Van 19 januari 1978 tot 3 juni 1986 was Tripels lid van de Tweede Kamer der Staten-Generaal.

## Persoonlijk
Tripels trouwde met Elisabeth Maria Josephine Mutsaerts in Maastricht en samen hadden ze drie kinderen, 1 dochter en 2 zonen.

## Ridderorden
- Officier in de Orde van Oranje-Nassau, 27 april 1984

## Buitenlandse onderscheidingen
- Bondsridder KNVB